# Desa Wangkelang (administrativ by i Indonesien, Jawa Tengah, lat -7,11, long 109,53)
Desa Wangkelang är en administrativ by i Indonesien.   Den ligger i provinsen Jawa Tengah, i den västra delen av landet, 300 km öster om huvudstaden Jakarta.